# تقنية النانو العصبية
تقنية النانو العصبية عبارة عن نظام ناشئ يتضمن تطبيق تقنيات النانومتر، والمواد، والعلوم والتكنولوجيا على الخلايا العصبية والنسيج العصبي بهدف ابتكار وتطوير التطبيقات الطبية المتقدمة.

## نظرة عامة
تقنية النانو العصبية هي نظام جديد في مجال الهندسة ويهدف إلى استخدام القوة والمعرفة التَعاوُنِيَّة لكل من تقنية النانو والعُلوم العصبية والهندسة الكهربائية والهندسة العصبية والأخلاقيات لابتكار وتطوير التدخلات الطبيَّة المُتقدمة في الجهاز العصبي.
وعلى الرغم من أنَّ الاساليب غير التوسعية المتعلقة بالجهاز العصبي قد أثبتت فعاليتها في التشخيص والمعالجة في الكثير من العلاجات، لكن هناك عدد هائل من الحالات العصبية التي على الأغلب تتطلب استخدام المناهج التوسعية لتحقيق العلاج الفعَّال.

## معلومات تاريخية
ابتكر مصطلح “تقنية النانو العصبية” الأستاذ الجامعي ريتشارد ماجين في عام 2006، الذي كان في ذلك الوقت رئيس قسم الهندسة الحيوية في  جامعة إلينوي بشيكاغو.
كما وافقت المؤسسة الوطنية للعلوم على التمويل المبدئي لدراسة الطرق التي يمكن للخبراء من خلالها العمل معًا في هذه المجالات لتطوير وتعزيز الأبحاث المتعددة التخصصات.